# Alchemilla straminea
Alchemilla straminea es una especie de planta del género Alchemilla, perteneciente a la familia Rosaceae.

## Taxonomía
Alchemilla straminea fue descrita por Robert Buser en 1894.

## Distribución
Se encuentra en el territorio de Europa hasta el norte de Turquía.